# (1799) Koussevitzky
(1799) Koussevitzky es un asteroide que forma parte del cinturón de asteroides y fue descubierto el 25 de julio de 1950 por el equipo del Indiana Asteroid Program de la universidad de Indiana desde el observatorio Goethe Link de Brooklyn, Estados Unidos.

## Designación y nombre
Koussevitzky fue designado al principio como 1950 OE.
Más adelante se nombró en honor del director de orquesta ruso Serguéi Kusevitski (1874-1951).

## Características orbitales
Koussevitzky orbita a una distancia media del Sol de 3,025 ua, pudiendo acercarse hasta 2,66 ua y alejarse hasta 3,39 ua. Su inclinación orbital es 11,51° y la excentricidad 0,1207. Emplea en completar una órbita alrededor del Sol 1922 días.